# Episodi di 77º Lancieri del Bengala
La prima e unica stagione della serie televisiva 77º Lancieri del Bengala (Tales of the 77th Bengal Lancers) è andata in onda negli Stati Uniti dal 21 ottobre 1956 al 14 aprile 1957 sulla NBC.
| nº | Titolo originale                  | Prima TV USA     | Titolo italiano | Prima TV Italia |
| -- | --------------------------------- | ---------------- | --------------- | --------------- |
| 1  | The Regiment                      | 21 ottobre 1956  |                 |                 |
| 2  | The Pawn                          | 28 ottobre 1956  |                 |                 |
| 3  | The Hostage                       | 4 novembre 1956  |                 |                 |
| 4  | The Steel Bracelet                | 11 novembre 1956 |                 |                 |
| 5  | The Traitor                       | 18 novembre 1956 |                 |                 |
| 6  | The Stepping Stone                | 25 novembre 1956 |                 |                 |
| 7  | The Challenge of Chundra Singh    | 2 dicembre 1956  |                 |                 |
| 8  | The Weakling                      | 9 dicembre 1956  |                 |                 |
| 9  | The Handmaiden                    | 16 dicembre 1956 |                 |                 |
| 10 | Shadow of the Idol                | 23 dicembre 1956 |                 |                 |
| 11 | Golden Ring                       | 30 dicembre 1956 |                 |                 |
| 12 | The Maharani                      | 6 gennaio 1957   |                 |                 |
| 13 | The Gentle Vise                   | 13 gennaio 1957  |                 |                 |
| 14 | Silent Trumpet                    | 20 gennaio 1957  |                 |                 |
| 15 | Cecil of Kabul                    | 27 gennaio 1957  |                 |                 |
| 16 | The Barbarian                     | 3 febbraio 1957  |                 |                 |
| 17 | The Imposter                      | 10 febbraio 1957 |                 |                 |
| 18 | Test of a Titan                   | 17 febbraio 1957 |                 |                 |
| 19 | The Enemy                         | 24 febbraio 1957 |                 |                 |
| 20 | The Relentless Man                | 3 marzo 1957     |                 |                 |
| 21 | The Courtship of Colonel Standish | 10 marzo 1957    |                 |                 |
| 22 | The Pit of Fire                   | 17 marzo 1957    |                 |                 |
| 23 | The Glass Necklace                | 24 marzo 1957    |                 |                 |
| 24 | Ten Thousand Rupees               | 31 marzo 1957    |                 |                 |
| 25 | Akbar the Great                   | 7 aprile 1957    |                 |                 |
| 26 | The Inconstant Moon               | 14 aprile 1957   |                 |                 |

## The Regiment
- Prima televisiva: 21 ottobre 1956

### Trama
- Guest star: Joanna Barnes, Jean Byron (Katherine Cheney), Patric Knowles (capitano Neil Cheney), Mel Welles

## The Pawn
- Prima televisiva: 28 ottobre 1956

### Trama
- Guest star: Jan Arvan (Ranjit Singh), Edward Ashley (Rajah Chettrigunj), Larry Johns, Lita Milan, Paul Playdon (Ram Lai), Reginald Sheffield (Fitzgerald)

## The Hostage
- Prima televisiva: 4 novembre 1956

### Trama
- Guest star: Kathleen Crowley, Frank DeKova, Dean Fredericks, Brett Halsey, Ted Hecht

## The Steel Bracelet
- Prima televisiva: 11 novembre 1956

### Trama
- Guest star: Eva Gabor, John Hubbard, George Keymas, Abraham Sofaer

## The Traitor
- Prima televisiva: 18 novembre 1956

### Trama
- Guest star: Michael Ansara, Richard Avonde, Millie Doff, Douglass Dumbrille

## The Stepping Stone
- Prima televisiva: 25 novembre 1956

### Trama
- Guest star: Edgar Barrier, Baynes Barron, Francis Robinson, John Sutton

## The Challenge of Chundra Singh
- Prima televisiva: 2 dicembre 1956

### Trama
- Guest star: Jay Novello, Ricky Vera

## The Weakling
- Prima televisiva: 9 dicembre 1956

### Trama
- Guest star: William Bryant, Michael Carr, John Trayne

## The Handmaiden
- Prima televisiva: 16 dicembre 1956

### Trama
- Guest star:

## Shadow of the Idol
- Prima televisiva: 23 dicembre 1956

### Trama
- Guest star: Harvey Grant (Emmett Regan), Sean McClory (capitano Clary), June Vincent (Patricia Regan)

## Golden Ring
- Prima televisiva: 30 dicembre 1956

### Trama
- Guest star: Ted de Corsia, Walter Kingsford, Patricia Medina, Mildred von Hollen

## The Maharani
- Prima televisiva: 6 gennaio 1957

### Trama
- Guest star: Bernie Gozier, Joseph Granby, Patricia Morison, Richard Wyler

## The Gentle Vise
- Prima televisiva: 13 gennaio 1957

### Trama
- Guest star:

## Silent Trumpet
- Prima televisiva: 20 gennaio 1957

### Trama
- Guest star:

## Cecil of Kabul
- Prima televisiva: 27 gennaio 1957

### Trama
- Guest star: Reginald Denny (The General)

## The Barbarian
- Prima televisiva: 3 febbraio 1957

### Trama
- Guest star: Jan Arvan (Rissaldar Chatinjali), Eugene Iglesias (Dharam Khalai), Pat O'Hara (Sir Geoffrey Boyd-Wallace), Nestor Paiva (Anand), Lydia Stevens (Ravi Dattu)

## The Imposter
- Prima televisiva: 10 febbraio 1957

### Trama
- Guest star: Rex Reason (capitano Reese MacDonald), Morris Ankrum (Malik Yusuf Rahman), Leon Askin (Montcrief), Michael Carr (Daffadar Noor Ali), Frank J. Scannell

## Test of a Titan
- Prima televisiva: 17 febbraio 1957

### Trama
- Guest star: Abel Fernandez, Mike Lane

## The Enemy
- Prima televisiva: 24 febbraio 1957

### Trama
- Guest star: Michael Ansara, Michael Carr, Angela Greene, James Lanphier, Damian O'Flynn

## The Relentless Man
- Prima televisiva: 3 marzo 1957

### Trama
- Guest star: Michael Carr, John Dehner, James Seay

## The Courtship of Colonel Standish
- Prima televisiva: 10 marzo 1957

### Trama
- Guest star: Michael Carr (Noor Ali), Roy Erwin (Yasin Karim), Lou Krugman (Mohammed Akbar), Queenie Leonard (Caroline Wright)

## The Pit of Fire
- Prima televisiva: 17 marzo 1957

### Trama
- Guest star:

## The Glass Necklace
- Prima televisiva: 24 marzo 1957

### Trama
- Guest star: Abraham Sofaer (Chief Inspector), Paul Picerni (Jewel Merchant), Lee Aaker, Mel Welles

## Ten Thousand Rupees
- Prima televisiva: 31 marzo 1957

### Trama
- Guest star: X Brands, Michael Carr, Terence de Marney, James Lanphier, Joseph Vitale, Mel Welles

## Akbar the Great
- Prima televisiva: 7 aprile 1957

### Trama
- Guest star: Lou Krugman (Mohammed Akbar), Paul Picerni (Jaffar Kul Sidri), Roy Erwin (Yasin Karim), Tom McKee (Abdul Sakan), Reginald Lal Singh (Daffadar)

## The Inconstant Moon
- Prima televisiva: 14 aprile 1957

### Trama
- Guest star: